# Mistrovství světa v atletice 2013 – Muži hod oštěpem
Hod oštěpem mužů na Mistrovství světa v atletice 2013 v Moskvě se uskutečnil od 15. do 17. srpna. Ve finále zvítězil český reprezentant Vítězslav Veselý, když udržel náskok před Finem Pitkämäkim. Třetí skončil domácí závodník Dmitrij Tarabin.

## Průběh soutěže
Vítězslav Veselý byl před šampionátem favoritem, protože vyhrál několik závodů a byl první v průběžném pořadí Diamantové ligy. Nejlepší výkon sezony však držel Dmitrij Tarabin; Veselý byl za ním druhý.
V kvalifikaci se Vítězslavu Veselému dařilo, když prvním hodem poslal oštěp téměř k 90 m, ale přešlápl. Druhým pokusem hodil těsně pod postupový limit 82,50 m a v posledním nenastoupil, aby šetřil poraněné koleno. Na postup do finále to s jistotou stačilo. Kvalifikační limit přehodili jen tři oštěpaři, z nich nejdále dohodil Tero Pitkämäki 84,39 m.

### Finále
Veselý se kvůli svým zdravotním problémům soustředil na první pokus a to se mu vyplatilo: svým pátým nejdelším hodem v kariéře poslal oštěp do vzdálenosti 87,17 m. S ortézou na noze pak absolvoval ještě čtyři pokusy, ale více už nehodil. Nepodařilo se to však ani žádnému z jeho soupeřů, i když Fin Tero Pitkämäki hodil ve třetím pokusu jen o 10 cm méně. Veselý tak přes zranění získal svou první zlatou medaili na velkém světovém šampionátu.
Na třetí příčce se držel Rus Tarabin. V pátém pokusu ho však výkonem 85,40 m překonal Keňan Julius Yego, který si tak o 3 m vylepšil svůj nejlepší osobní výkon a zároveň vytvořil nový keňský rekord. Posledním pokusem dlouhým 86,23 m ho však Dmitrij Tarabin přehodil a získal tak bronzovou medaili.

## Výsledky finálové soutěže
Finálová soutěž začala 17. srpna v 18:35 místního času (16:35 SELČ).
| Poř.             | Jméno                     | Země        | Pokus č. 1 | 2     | 3     | 4     | 5     | 6     | Výsledek |
| ---------------- | ------------------------- | ----------- | ---------- | ----- | ----- | ----- | ----- | ----- | -------- |
| Zlatá medaile    | Vítězslav Veselý          | Česko       | 87,17      | 78,80 | 81,21 | 83,80 | x     | –     | 87,17    |
| Stříbrná medaile | Tero Pitkämäki            | Finsko      | 83,40      | 86,88 | 87,07 | 85,67 | x     | 85,22 | 87,07    |
| Bronzová medaile | Dmitrij Tarabin           | Rusko       | x          | 84,38 | x     | 82,25 | x     | 86,23 | 86,23    |
| 4                | Julius Yego               | Keňa        | 80,60      | x     | 81,13 | x     | 85,40 | 81,20 | 85,40    |
| 5                | Roman Avramenko           | Ukrajina    | 81,32      | x     | 80,12 | 82,05 | 78,61 | 80,80 | 82,05    |
| 6                | Antti Ruuskanen           | Finsko      | 77,96      | 80,32 | x     | x     | 75,86 | 81,44 | 81,44    |
| 7                | Andreas Thorkildsen       | Norsko      | 80,93      | 76,82 | x     | 80,62 | 81,06 | –     | 81,06    |
| 8                | Ihab Abdelrahman El Sayed | Egypt       | 79,02      | 78,57 | 80,94 | 78,70 | 76,85 | x     | 80,94    |
| 9                | Risto Mätas               | Estonsko    | 78,32      | 78,87 | 80,03 |       |       |       | 80,03    |
| 10               | Stuart Farquhar           | Nový Zéland | 79,24'     | 75,72 | x     |       |       |       | 79,24    |
| 11               | Kim Amb                   | Švédsko     | 77,64      | 76,28 | 78,91 |       |       |       | 78,91    |
| 12               | Ivan Zajcev               | Uzbekistán  | 74,58      | 78,33 | 77,72 |       |       |       | 78,33    |